# Zayn Malik
Zain Javadd Malik (Bradford, Yorkshire del Oeste, 12 de enero de 1993), conocido como Zayn, es un cantante y compositor británico. Alcanzó el reconocimiento internacional por haber sido uno de los miembros del grupo One Direction.
Tras audicionar en The X Factor y ser aceptado, la jueza Nicole Scherzinger sugirió que Zayn formase parte de un grupo llamado One Direction junto con Harry Styles, Niall Horan, Liam Payne y Louis Tomlinson. La creación del grupo se hizo realidad y los cinco fueron apadrinados por Simon Cowell. La agrupación llegó a la final del programa y quedaron en el tercer lugar. Aunque no ganaron, Cowell pagó un contrato para que firmasen con el sello discográfico Syco.
En su carrera con One Direction, ha compuesto temas como «Taken», «Everything About You», «Same Mistakes», «Last First Kiss» y «Summer Love», pertenecientes a los álbumes Up All Night y Take Me Home. En 2012 fue nombrado la celebridad masculina más buscada del año.

## Biografía y carrera

### 1993-2010: primeros años yThe X Factor
Zayn Malik nació el 12 de enero de 1993 en la ciudad de Bradford, Reino Unido, bajo el nombre de Zain Javadd Malik. Es hijo del paquistaní Yaser Malik y la inglesa Tricia Brannan, y tiene dos hermanas menores, Waliyha Malik y Safaa Malik, además de una hermana mayor llamada Doniya Malik. Creció en el área de East Bowling, al sur de Bradford, y estudió en la Fields Primary School y la Tong High School. Cuando Zayn era niño, mostraba ser un tanto hiperactivo. Incluso en la casa de su madre solía jugar mucho con su coche. En su adolescencia, su madre explicó al diario Daily Record que pasaba la mayor parte del tiempo en su ordenador escuchando música y cantando solo durante horas.
En 2009, Zayn iba a audicionar para The X Factor, pero debido a los nervios, se retiró antes de poder presentarse ante los jueces. Luego, en 2010, audicionó con la canción «Let Me Love You» de Mario Dewar Barrett y logró avanzar a la segunda etapa. Sin embargo, se rehusó a bailar debido a que no había perfeccionado sus movimientos, por lo que estuvo en riesgo de ser expulsado y no calificó en la categoría de «Chicos» del programa. A pesar de esto, se le dio la oportunidad de seguir y fue integrado a One Direction.

### 2010-2015: One Direction

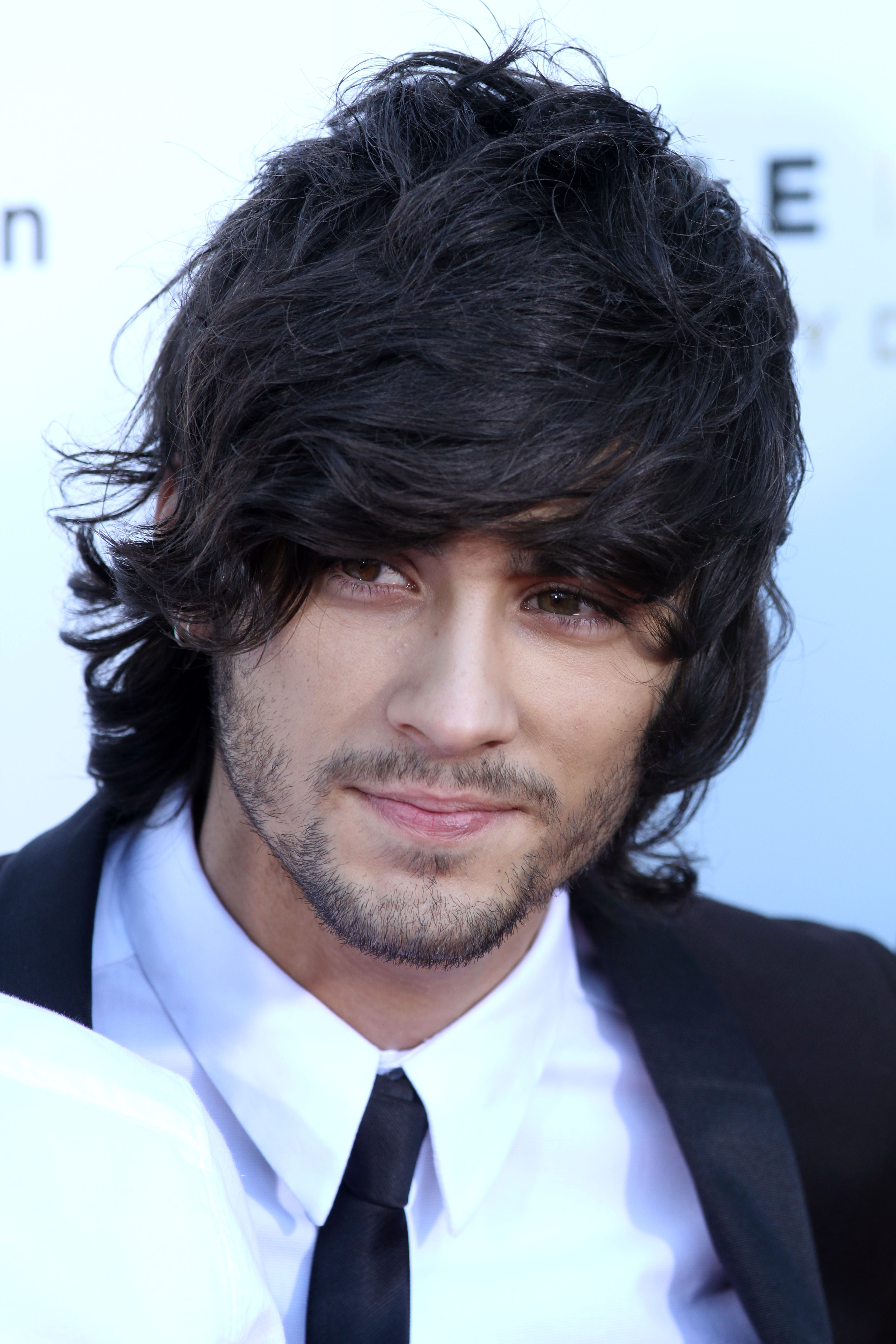
Zayn en los premios ARIA (26 de noviembre de 2014).

Tras audicionar para The X Factor, la jueza Nicole Scherzinger sugirió que Zayn formase parte de un grupo llamado One Direction junto con Harry Styles, Liam Payne, Niall Horan y Louis Tomlinson. La creación del grupo se hizo realidad y los cinco fueron apadrinados por Simon Cowell. Durante la competencia, la banda interpretó distintos temas como «My Life Would Suck Without You» de Kelly Clarkson y «Total Eclipse of the Heart» de Bonnie Tyler, lo que los convirtió en uno de los favoritos para ganar el concurso. Sin embargo, quedaron en el tercer lugar, detrás de Rebecca Ferguson y el ganador Matt Cardle. A pesar de no haber ganado, Cowell pagó un contrato de dos millones de libras para que One Direction firmara con el sello discográfico Syco.
En 2011, lanzaron su primer álbum de estudio, Up All Night. Este debutó en el número uno del Billboard 200, lo que convirtió a One Direction en el primer grupo británico que hace debutar su primer álbum de estudio en el número uno. Su primer sencillo, «What Makes You Beautiful», alcanzó el número uno en Irlanda, México y el Reino Unido. Los sencillos posteriores, «Gotta Be You», «One Thing» y «More than This», contaron con un éxito moderado, siendo exitosos en algunos países, pero fracasos en otros. Para promocionar el disco, se embarcaron en el Up All Night Tour y sacaron un DVD de la gira, llamado Up All Night: The Live Tour.
En noviembre de 2012, lanzaron su segundo álbum, Take Me Home. Este contó con una recepción mejor a la de Up All Night, ya que llegó al número uno en el Reino Unido, siendo el primer disco del quinteto que lo logra. También alcanzó el primer puesto en Australia, Canadá, los Estados Unidos, Irlanda y Nueva Zelanda. Los dos primeros sencillos de este disco, «Live While We're Young» y «Little Things», tuvieron una buena recepción. El primero, alcanzó el primer puesto en Irlanda y Nueva Zelanda, mientras que el segundo llegó al primer puesto en el Reino Unido. El tercer y último sencillo, «Kiss You», fracasó en ventas en la mayoría de los países y no logró posiciones destacadas en comparación con los dos lanzamientos previos de One Direction. Por otra parte, juntos iniciaron su segunda gira Take Me Home Tour, que recorrió cuatro continentes de todo el mundo y además parte de ella fue grabada para su primera película documental dirigida por Morgan Spurlock, llamado This is Us.
En otras actividades, realizaron un mezcla de «One Way or Another» de Blondie y «Teenage Kicks» de The Undertones llamada «One Way or Another (Teenage Kicks)», con el fin de ayudar a recaudar fondos para la organización Comic Relief.

### 2015-actualidad: retirada de One Direction
El 25 de marzo de 2015, finalizando la segunda etapa del On the Road Again Tour, Zayn anunció oficialmente su retirada de One Direction. Entre los tantos motivos que dio, explicó que los últimos cinco años con el grupo habían sido «maravillosos»; expresó que:

«Mi vida con One Direction ha sido más de lo que alguna vez imaginé. Pero, tras cinco años, siento que ahora mismo es el momento correcto de dejar la banda. Me gustaría disculparme con las admiradoras si llegué a decepcionar a alguna, pero tengo que hacer lo que siente mi corazón [...] Me voy porque quiero ser un chico normal de 22 años que es capaz de relajarse y tener un momento privado lejos de la multitud. Sé que tengo cuatro amigos para el resto de mi vida: Louis, Liam, Harry y Niall. Sé que seguirán siendo la mejor banda del mundo».

Tras las declaraciones, los integrantes restantes se mostraron tristes por la noticia, pero aseguraron que el grupo seguiría adelante con la gira y que próximamente lanzarían su quinto álbum. Igualmente, el creador de la banda, Simon Cowell, dedicó unas palabras a Zayn diciendo que se sentía completamente orgulloso de él y lo apoyaría en sus planes futuros.

## Vida personal
El cantante adoptó «Zayn Malik» como su nombre artístico ya que piensa que se ve «más original» con una «y» que con una «i». Tiene acuafobia, pero a pesar de esto le gustan mucho los tiburones, sobre todo el tiburón martillo. Su canción favorita es «Thriller» de Michael Jackson, su álbum es Graffiti de Chris Brown y su grupo es N'Sync. En una entrevista con VEVO, declaró que antes de audicionar para The X Factor, solía ser algo tímido y le daba miedo aparecer frente a las cámaras o ante demasiada gente. También añadió que la experiencia que tuvo en el concurso lo ayudó a superar su miedo escénico. Ha citado a la música urbana, al R&B y al rap como sus principales influencias musicales.
Desde que tenía 15 años, solía fumar tabaco, pero en octubre de 2012 expresó que estaba preocupado por su salud y que iba a tratar de dejar el hábito. También ha mostrado cierta adicción a los tatuajes.
Ha hablado abiertamente de que sufrió un trastorno alimentario mientras estaba en One Direction, lo que atribuyó a la abrumadora carga de trabajo y al ritmo de vida en las giras. También ha hablado de sufrir ansiedad y falta de confianza, especialmente antes de las presentaciones en vivo como solista, habiendo cancelado varios conciertos después de experimentar «la peor ansiedad» de su carrera.
Es seguidor del Bradford City AFC. También es dueño de un apartamento en SoHo, Manhattan, Nueva York y anteriormente tuvo casas en Los Ángeles y Londres, las cuales vendió en 2018.

### Religión
Zayn es musulmán, debido a que su padre es pakistaní. Como musulmán, además del inglés, habla urdu y puede leer árabe. En el pasado, fue blanco de ataques antimusulmanes. En 2017, declaró que se identificaba como un musulmán no practicante y no quería ser definido por su religión o antecedentes culturales. En noviembre de 2018, le dijo a British Vogue que ya no se consideraba musulmán.

### Relaciones
Salió con la concursante de X Factor Geneva Lane del grupo Belle Amie de 2010 a 2011. Luego, salió con la también concursante Rebecca Ferguson durante varios meses después, hasta julio de 2011, y la actriz Stephanie Davis en el mismo año.
Comenzó a salir con la cantante Perrie Edwards de la banda Little Mix en diciembre de 2011; se comprometieron en agosto de 2013 pero se separaron en agosto de 2015.
A finales de 2015 comenzó una relación intermitente con la modelo Gigi Hadid. La pareja se separó a mediados de 2018 y en diciembre de 2019 anunciaron su reconciliación. En abril de 2020 Hadid confirmó en The Tonight Show Starring Jimmy Fallon que ambos estaban esperando una hija, la cual, de nombre Khai, nació el 19 de septiembre de 2020. En octubre de 2021, Malik y Hadid anunciaron su separación en medio de un escándalo mediático y judicial de violencia intrafamiliar por parte de Malik hacia la madre de Hadid.

## Discografía

### Con One Direction
| - 2011: Up All Night - 2012: Take Me Home - 2013: Midnight Memories - 2014: Four - 2011: Gotta Be You - 2012: More than This - 2012: iTunes Festival: London 2012 - 2012: Live While We're Young |

### Como solista
| - 2016: Mind of Mine - 2018: Icarus Falls - 2021: Nobody is Listening - 2024: Room Under the Stairs - «Pillowtalk» - «Like i Would» - «Wrong» (ft. Kehlani) - «I Don't Wanna Live Forever» (con Taylor Swift) - «Still Got Time» (ft. PARTYNEXTDOOR) - «Dusk Till Dawn» (ft. Sia) - «It's You» - «Befour» - «Back to Sleep» [Remix] (ft. Chris Brown y Usher) - «Cruel» (ft. Snakehips) - «Freedun» (ft. M.I.A.) - «She» - «Drunk» - «Rear View» - «Fool for You» - «TiO» - «Who» |